# Leptataspis maheensis
Leptataspis maheensis is een halfvleugelig insect uit de familie schuimcicaden (Cercopidae). De wetenschappelijke naam van deze soort is voor het eerst geldig gepubliceerd in 1922 door Lallemand.